# Sondre Bjørshol
Sondre Flem Bjørshol (Stavanger, 30 aprile 1994) è un calciatore norvegese, difensore del Viking.

## Caratteristiche tecniche
Bjørshol viene schierato solitamente come terzino destro, ma può essere impiegato anche sulla fascia opposta o come difensore centrale.

## Carriera
Bjørshol è cresciuto nelle giovanili del Vidar. Ha esordito in prima squadra, in 2. divisjon, in data 7 settembre 2013: ha sostituito Mads Bøgild nella sconfitta per 4-1 subita in casa del Vindbjart. Il 20 giugno 2014 ha trovato la prima rete per il Vidar, nella vittoria casalinga per 3-0 sull'Ålgård.
Il 26 luglio 2016 è stato annunciato il passaggio di Bjørshol all'Åsane. Ha debuttato in 1. divisjon in data 7 agosto, subentrando a Senai Hagos nella vittoria per 1-2 in casa del Raufoss. Il 25 giugno 2017 ha segnato la prima rete, nel pareggio interno per 1-1 contro il Fredrikstad.
Il 16 agosto 2018 si è trasferito al Viking: ha firmato un contratto valido fino al 31 dicembre 2020. Ha giocato la prima partita in squadra il 2 settembre, schierato titolare nel 3-0 sul Levanger. A fine stagione, il Viking ha centrato la promozione in Eliteserien.
Il 31 marzo 2019 ha quindi esordito nella massima divisione locale, venendo schierato dal primo minuto nella vittoria per 2-0 sul Kristiansund BK. Il 19 dicembre dello stesso anno ha rinnovato il contratto che lo legava al Viking, fino al 31 dicembre 2022.
Il 28 novembre 2021 ha trovato la prima rete in Eliteserien, nel successo per 2-3 maturato in casa del Kristiansund BK.

## Statistiche

### Presenze e reti nei club
Statistiche aggiornate al 25 agosto 2022.
| Stagione       | Club          | Campionato    | Campionato | Campionato | Coppe nazionali | Coppe nazionali | Coppe nazionali | Coppe continentali | Coppe continentali | Coppe continentali | Supercoppe | Supercoppe | Supercoppe | Totale | Totale |
| Stagione       | Club          | Comp          | Pres       | Reti       | Comp            | Pres            | Reti            | Comp               | Pres               | Reti               | Comp       | Pres       | Reti       | Pres   | Reti   |
| -------------- | ------------- | ------------- | ---------- | ---------- | --------------- | --------------- | --------------- | ------------------ | ------------------ | ------------------ | ---------- | ---------- | ---------- | ------ | ------ |
| 2013           | Vidar         | 2D            | 2          | 0          | CN              | 0               | 0               | -                  | -                  | -                  | -          | -          | -          | 2      | 0      |
| 2014           | Vidar         | 2D            | 14         | 1          | CN              | 2               | 0               | -                  | -                  | -                  | -          | -          | -          | 16     | 1      |
| 2015           | Vidar         | 2D            | 10         | 0          | CN              | 0               | 0               | -                  | -                  | -                  | -          | -          | -          | 10     | 0      |
| gen.-lug. 2016 | Vidar         | 2D            | 12         | 0          | CN              | 4               | 0               | -                  | -                  | -                  | -          | -          | -          | 16     | 0      |
| Totale Vidar   | Totale Vidar  | Totale Vidar  | 38         | 1          |                 | 6               | 0               |                    | -                  | -                  |            | -          | -          | 44     | 1      |
| lug.-dic. 2016 | Åsane         | 1D            | 7          | 0          | CN              | -               | -               | -                  | -                  | -                  | -          | -          | -          | 7      | 0      |
| 2017           | Åsane         | 1D            | 22         | 1          | CN              | 3               | 0               | -                  | -                  | -                  | -          | -          | -          | 25     | 1      |
| gen.-ago. 2018 | Åsane         | 1D            | 19         | 0          | CN              | 1               | 0               | -                  | -                  | -                  | -          | -          | -          | 20     | 0      |
| Totale Åsane   | Totale Åsane  | Totale Åsane  | 48         | 1          |                 | 4               | 0               |                    | -                  | -                  |            | -          | -          | 52     | 1      |
| ago.-dic. 2018 | Viking        | 1D            | 9          | 0          | CN              | -               | -               | -                  | -                  | -                  | -          | -          | -          | 9      | 0      |
| 2019           | Viking        | ES            | 22         | 0          | CN              | 5               | 0               | -                  | -                  | -                  | -          | -          | -          | 27     | 0      |
| 2020           | Viking        | ES            | 10         | 0          | -               | -               | -               | UEL                | 1                  | 0                  | -          | -          | -          | 11     | 0      |
| 2021           | Viking        | ES            | 13         | 1          | CN              | 2               | 0               | -                  | -                  | -                  | -          | -          | -          | 15     | 1      |
| 2022           | Viking        | ES            | 18         | 0          | CN              | 1               | 0               | UECL               | 6                  | 0                  | -          | -          | -          | 25     | 0      |
| Totale Viking  | Totale Viking | Totale Viking | 72         | 1          |                 | 8               | 0               |                    | 7                  | 0                  |            | -          | -          | 87     | 1      |
| Totale         | Totale        | Totale        | 158        | 3          |                 | 18              | 0               |                    | 7                  | 0                  |            | -          | -          | 183    | 3      |